# 70000 Tons of Metal

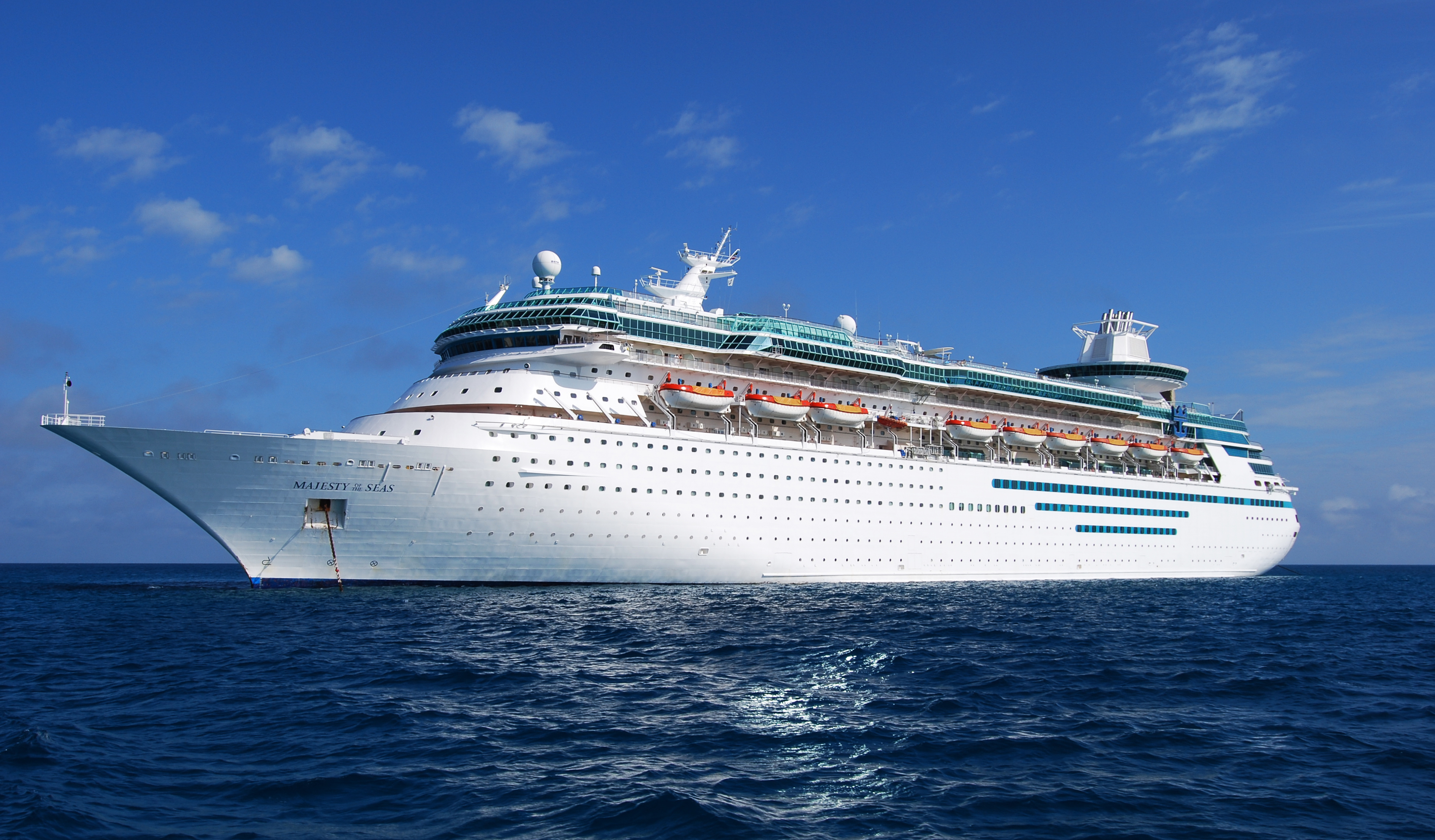
Majesty of the Seas (2011-2014)

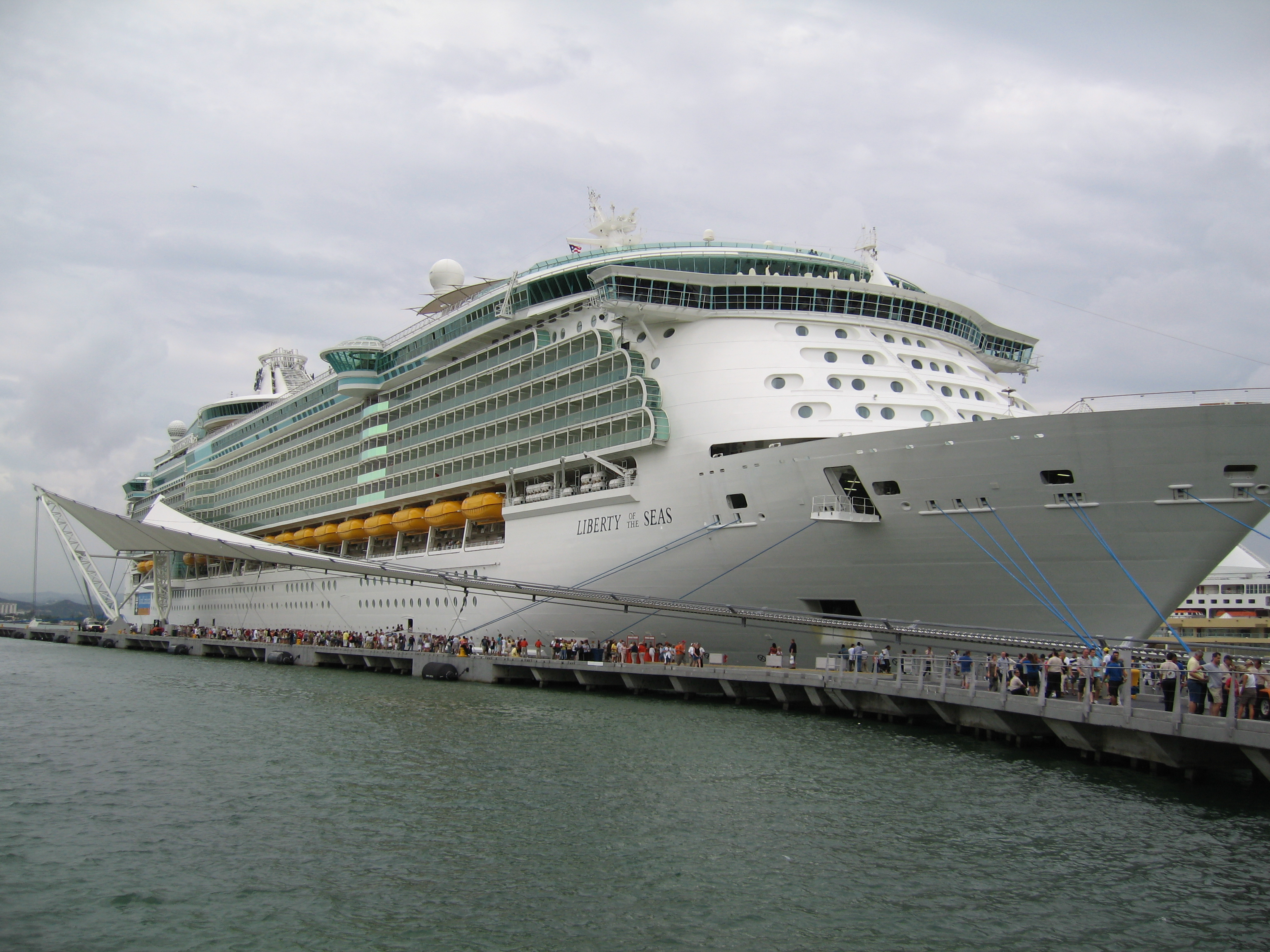
Liberty of the Seas (2015)

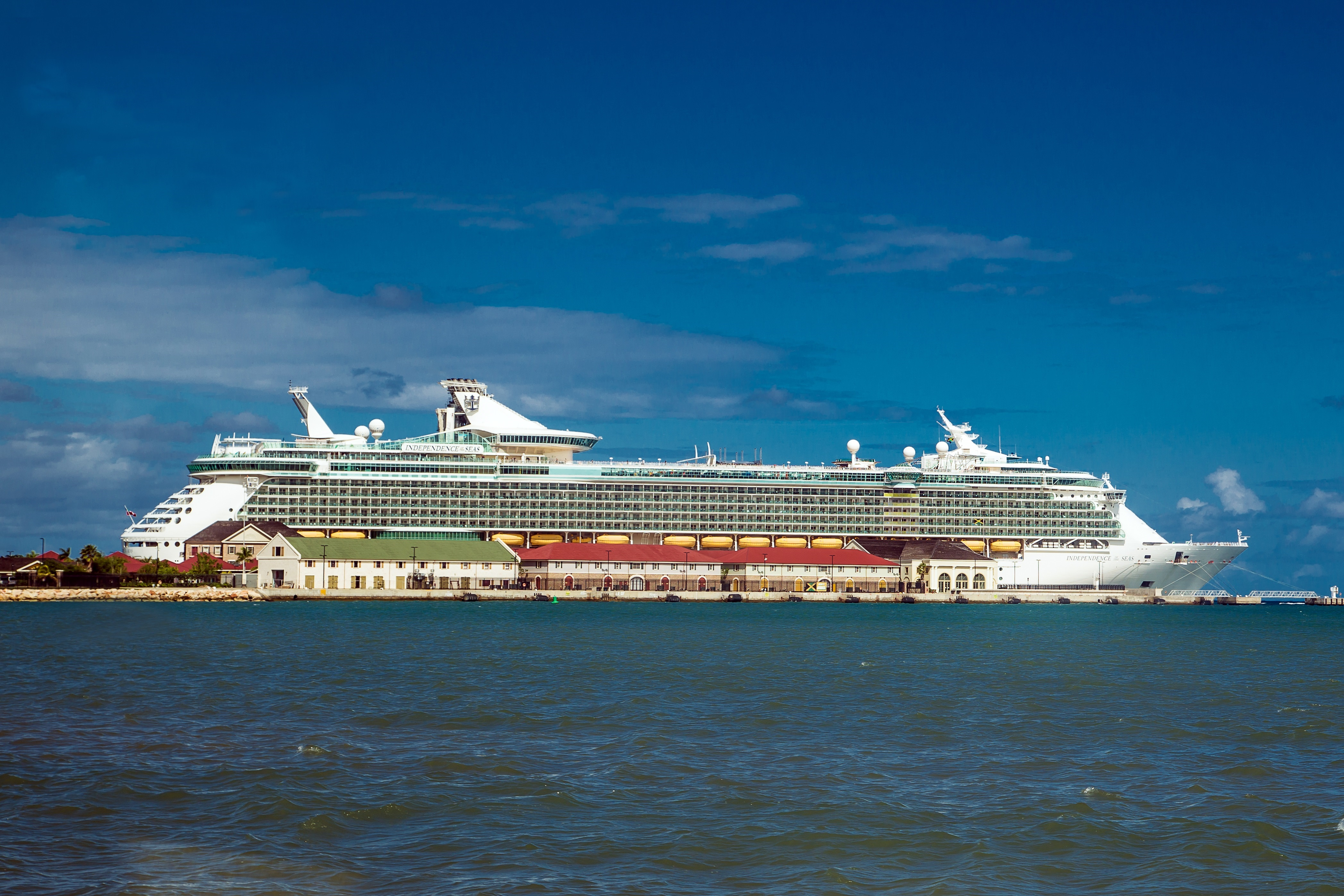
Independence of the Seas (2016-nu)

70000 Tons of Metal (officiële schrijfwijze 70000TONS OF METAL) is een jaarlijks terugkerend heavymetalfestival dat plaatsvindt op een cruiseschip. Het evenement duurt vijf dagen, inclusief een dag aan land op een Caribische locatie.

## Geschiedenis
De eerste editie van 70000 Tons of Metal werd in 2011 gehouden en vond tot 2014 plaats op het Majesty of the Seas cruiseschip. In 2015 werd het festival verplaatst naar de Liberty of the Seas en vervolvens naar het Independence of the Seas schip in 2016. Van 2011 tot 2014 vond het festival plaats van maandag t/m vrijdag, en vanaf 2015 veranderde dit naar donderdag t/m maandag. Van 2011 tot 2014, vertrok de cruise vanuit Miami, Florida. Sinds 2015 vertrekt de cruise van Port Everglades in Fort Lauderdale, Florida. De cruise vaart naar wisselende Caribische toeristische bestemmingen en weer terug. Van 2011 tot 2014 waren er per cruise 40+ metalbands aan boord, die elk tweemaal optraden. Vanaf 2015 werd dit opgeschaald naar 60+ bands van verschillende metal genres die ook elk tweemaal aan boord optraden. (Behalve Swallow the Sun die driemaal optraden in 2018.) Sinds 2011, werden er elk jaar tussen 3500 en 5500 personen aan boord verwelkomd, waaronder de crew van het schip.
In augustus 2011, kondigde de organisatie van 70000 Tons of Metal een extra festival op een cruiseschip aan, genaamd "Barge to Hell", van 3 december tot 7 december, 2012. In tegenstelling tot de 70000 Tons of Metal cruises, was bij Barge to Hell slechts ongeveer 60% van de capaciteit van het schip geboekt. De route was van Miami naar Nassau in de Bahamas. De muzikale focus lag op extreme metal genres zoals thrash, death en black metal.

## Achtergrond
Zwitserse concertpromoter, Andy Piller, is de grondlegger en organisator van 70000 Tons of Metal. Als jong volwassene begon hij concerten te organiseren in zijn geboorteplaats Flums in Zwitserland, wat later zijn beroep werd. Piller kreeg het idee om een metalfestival op een schip te houden in 2006, toen hij cruiseschepen voorbij zag varen vanaf zijn balkon. In de voorbereidingsfase die ongeveer vier jaar duurde ging Piller op verschillende cruises, en hij vond investeerders  die zijn project steunden met beurzen die in de miljoenen liepen. Hij richtte het bedrijf Ultimate Music Cruises op, waarvan hij de directeur (CEO) werd.
In 2010 ontstond er een gerucht dat 70000 Tons of Metal slechts eenmalig zou zijn. Piller ontkende dit toen hij met het Duitse Stern magazine sprak: "Ik heb hier niet vier jaar in geïnvesteerd om dit maar eenmalig te laten plaatsvinden." Piller voegde ook toe dat er een volgende editie zal zijn, en vrijwel zeker nog velen hierna.

## Line-up en podia
Bij elke editie van dit festival treden zestig bands op (soms zelfs meer) uit alle (sub)genres van heavy metal. Het hoofdpodium op de Majesty of the Seas stond in het "A Chorus Line" theater van het schip op dek 5-7. Op dek 8 stond een kleiner podium in de "Spectrum" lounge  en op dek 12 stond een openluchtpodium, het 'zwembaddekpodium' oftewel de "Pool Deck Stage". Voor de Pool Deck stage werd een zwembad leeggepompt en bedekt om ruimte te maken voor het publiek. Sinds 2012 is de Pool Deck stage veel groter en professioneler geworden. Sinds 2015 heeft het festival vier podia: één op het zwembaddek, één in het "Royal Theater", één op de ijsbaan "Studio B", en één in de Star Lounge.

## Accommodatie en prijzen
Om deel te nemen aan dit festival moet je een cabine boeken, en hierbij zijn maaltijden, drankjes zonder alcohol en prik en toegang tot alle optredens inbegrepen. De goedkoopste tickets (een cabine voor 4 personen op dek 2) kosten USD $766 per persoon en de duurste (een Grand Suite voor 2 personen met een groot balkon op dek 10) USD $2999 (2017), tevens per persoon. Aanvullende kosten verschillen per jaar; deze kosten dekken belastingen, havenkosten, boekingskosten, heffingen en overige administratieve kosten. Naast de concerten, zijn ook de gebruikelijke cruise-actiiteit op het cruiseschip beschikbaar, waaronder een sportschool, een spa, een casino, restaurants (sommige zijn inbegrepen, andere enkel beschikbaar tegen een vergoeding), zwembaden, jacuzzi's (sommige vlak bij de Pool Deck stage), een basketbalveld, glijbanen, trampolines incl. virtual reality, een surfsimulator en een klimmuur.

## Ontvangst
In het begin waren de cruisemaatschappij en de bemanning skeptisch over de ongebruikelijke passagiers. Desalniettemin, daar het gedrag van deze metalgasten onverwachts goed en vriendelijk was, en aangezien het festival een economisch succes bleek, hebben zij hun mening sterk bijgesteld. In 2011 werd 70000 Tons of Metal door nationale en internationale media verslagen. Metal Hammer magazine, Stern magazine en de Duitse tv-zenders RTL, NDR en ZDF deden verslag. In 2012 werden er documentaires over het festivals gemaakt door CNN, Sat. 1 en WDR. In 2013 bevonden zich tevens prestigieuze media aan boord waaronder Aardschok, Blick.ch, CNN, Lingener Tagespost, Metal Hammer, Rock Hard, Spiegel Online en Süddeutsche Zeitung. Sinds 2013 vindt de Full Metal Cruise plaats in Europa naar een soortgelijk concept. Het is onduidelijk in hoeverre de organisatoren zich hebben laten inspireren door 7000 Tons of Metal.

## 2011

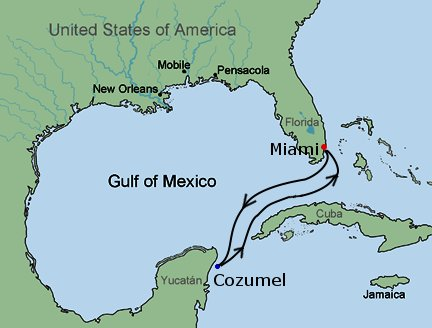
Route van 70000 Tons of Metal 2011

Op 24 januari, 2011 voer de eerste editie van 70000 Tons of Metal uit vanaf de haven van Miami Florida richting Cozumel, Mexico en keerde op 28 januari terug. Het festival werd aan boord van het Majesty of the Seas schip gehouden van de cruisemaatschappij Royal Caribbean. De 42 genodigde bands traden ieder tweemaal op tijdens dit vijfdaagse festival. 
- Schip: MS Majesty of the Seas
- Data: 24 t/m 28 januari, 2011
- Route: Miami, FL – Cozumel, Mexico – Miami, FL
- Aantal gasten aan boord: 2038 (uit 48 verschillende landen)
- Muzikanten en festivalpersoneel: 422
- Schipsbemanning: 900
- Totaal aantal passagiers aan boord: 3360
- Bands: Agent Steel, Amon Amarth, Arsis, Blackguard, Blind Guardian, Circle II Circle, Cripper, Dark Tranquillity, Death Angel, Destruction, Dusk Machine, Ensiferum, Epica, Exodus, Fear Factory, Finntroll, Forbidden, Gamma Ray, Iced Earth, Korpiklaani, Malevolent Creation, Marduk, Moonspell, Nevermore, Obituary, Rage, Raven, Sabaton, Sanctuary, Saxon, Sodom, Sonata Arctica, Swashbuckle, The Absence, Trouble, Twilight of the Gods, Uli Jon Roth, Unleashed, Voivod, Witchburner.[4]
- Vertegenwoordigde landen aan boord: Argentinië, Australië, België, Bolivia, Bosnië, Bulgarije, Canada, Chili, China, Colombia, Costa Rica, Denemarken, Dominicaanse Republiek, Duitsland, Estland, Faeröer, Filipijnen, Finland, Frankrijk, Griekenland , Hong Kong, Hongarije, Ierland,  Israël, Italië, Japan, Luxemburg, Mexico, Nederland,  Nieuw-Zeeland, Noorwegen,  Oostenrijk, Peru, Polen, Portugal, Roemenië, Rusland, Saoedi-Arabië, Slovenië, Slowakije,  Spanje, Tsjechië, Turkije, Verenigd Koninkrijk,  Verenigde Staten, Zuid-Afrika, Zweden, Zwitserland.[4]

## 2012

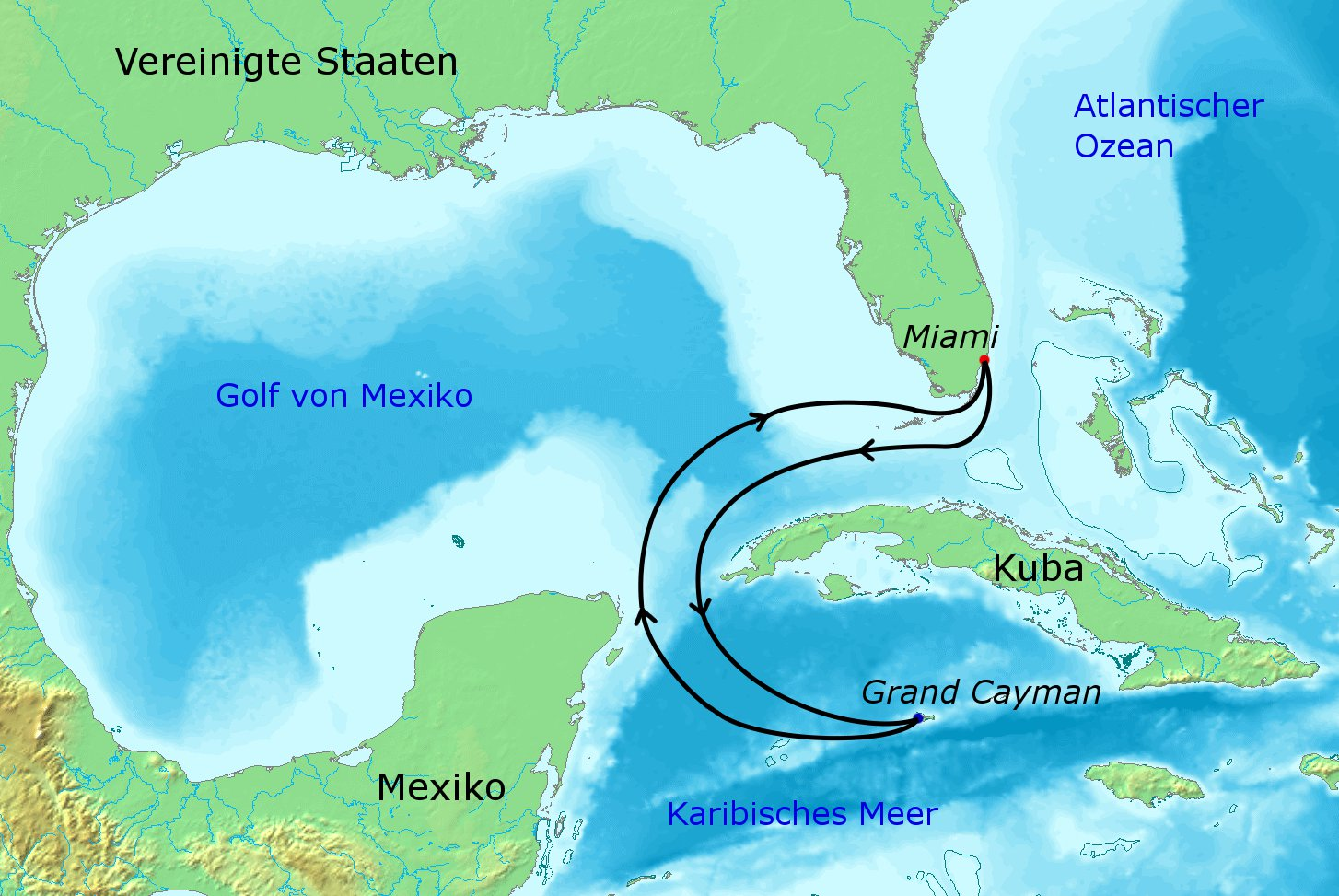
Route van 70000 Tons of Metal 2012

De tweede reis vertrok vanaf de haven van Miami, Florida op 23 januari naar de Kaaimaneilanden en keerde op 27 januari terug. Het festival vond opnieuw plaats aan boord van de “Majesty Of The Seas”. Er waren 42 internationale bands aanwezig, en 2051 passagiers waarvan 51% ook het vorige festval had bezocht. 
- Schip: MS Majesty of the Seas
- Data: 23 t/m 27 januari, 2012
- Route: Miami, FL – George Town, Kaaimaneilanden – Miami, FL
- Aantal gasten aan boord: 2051 (uit 55 verschillende landen)
- Muzikanten en festivalpersoneel: 452
- Schipsbemanning: 879
- Totaal aantal passagiers aan boord: 3352
- Bands: Alestorm, Amorphis, Annihilator, Atheist, Candlemass, Cannibal Corpse, Channel Zero, Children of Bodom, Coroner, Crowbar, Dark Funeral, Diamond Plate, Edguy, Eluveitie, Exiter, God Dethroned, Grave Digger, Hammerfall, In Extremo, Kamelot, Kataklysm, Massacre, Megora, Moonsorrow, My Dying Bride, Nightwish, Orphaned Land, Overkill, Pestilence, Pretty Maids, Riot, Samael, Sapiency, Stratovarius, Suffocation, Tankard, Therion, Tristania, Venom, Vicious Rumors, Virgin Steele, Whiplash.[5]
- Vertegenwoordigde landen aan boord: Andorra, Argentinië, Australië, België, Bolivia, Brazilië, Bulgarije, Canada, Chili, Colombia, Costa Rica, Cuba, Denemarken, Duitsland, Ecuador,  Egypte,  Finland, Frankrijk, Griekenland , Hongarije, Ierland, IJsland,  Israël, Italië, Japan, Kirgistan,  Libanon, Luxemburg, Mexico, Nederland,   Nieuw-Zeeland, Noorwegen, Oekraïne, Oostenrijk, Panama, Peru, Polen, Portugal,  Roemenië, Rusland, Saudi-Arabië, Sierra Leone, Slovenië, Slowakije,  Spanje, Trinidad, Tsjechië, Turkije, Venezuela, Verenigd Koninkrijk,  Verenigde Staten, Zuid-Afrika,  Zuid-Korea, Zweden, Zwitserland.[5]

## 2013

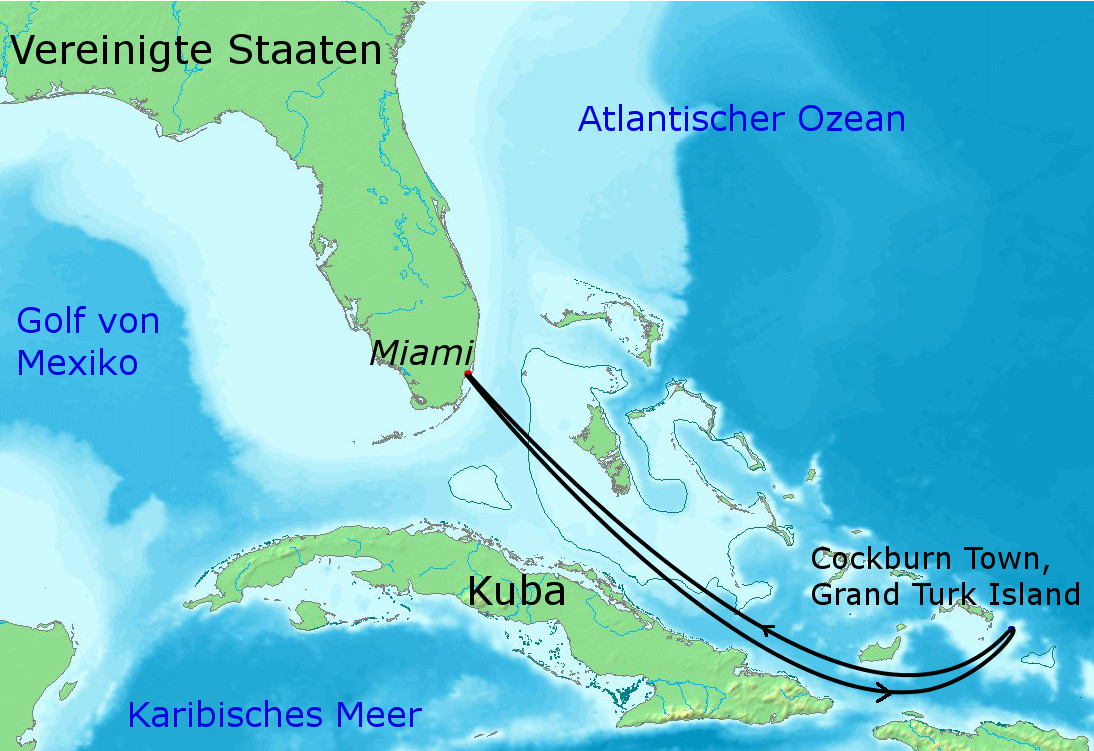
Route van 70000 Tons of Metal 2013

De derde reis vertrok vanaf de haven van Miami, Florida op 28 januari naar de Turks- en Caicoseilanden en keerde op 1 februari terug. Het festival vond opnieuw plaats aan boord van de “Majesty Of The Seas” van Royal Caribbean. Er speelden 42 internationale bands aan boord.
Naast de 42 heavy metal bands die in 2013 optraden, organiseerde de gitarist en tevens oprichter van de heavy metal band Annihilator, Jeff Waters een “All-Star Jam”. Aan deze All-Star Jam namen vele artiesten deel zoals Petri Lindroos (Ensiferum), Cristina Scabbia (Lacuna Coil), Doro Pesch (Warlock, Doro Pesch), en Mille Petrozza (Kreator). 
In 2013 werden ook de  70000 Tons of Metal Pool Girls geïntroduceerd, een team van internationale ambassadrices gehuld in speciaal ontworpen 70000TONS OF METAL outfits.
- Schip: MS Majesty of the Seas
- Data: 28 januari t/m 1 februari, 2013
- Route: Miami, FL –  Cockburn Town, Turks- en Caicoseilanden – Miami, FL
- Aantal gasten aan boord: 2037 (uit 55 verschillende landen)
- Muzikanten en festivalpersoneel: 466
- Schipsbemanning: 892
- Totaal aantal passagiers aan boord: 3395
- Bands: 3 Inches of Blood, Anaal Nathrakh, Anacrusis, Angra, Arkona, Cryptopsy, Delain, Die Apokalyptischen Reiter, Doro Pesch, DragonForce, Ektomorf, Ensiferum, ETECC, Evergrey, Fatal Smile, Flotsam & Jetsam, Gotthard, Heidevolk, Helloween, Helstar, Holy Grail, Immolation, In Flames, Inquisition, Kreator, Lacuna Coil, Lizzy Borden, Metal Church, Nightmare, Nile, Onslaught, Rage and Lingua Mortis Orchestra, Sabaton, Sinister, Steel Engraved, Subway to Sally, Threat Signal, Tiamat, Turisas, Týr, Unexpect.[7]
- Vertegenwoordigde landen aan boord: Andorra, Argentinië, Aruba, Australië, België, Bolivia, Bosnië, Brazilië, Bulgarije, Canada, Chili, China, Colombia, Costa Rica, Denemarken,  Duitsland, Faeröer, Finland, Frankrijk, Gibraltar, Griekenland , Honduras, Hongarije, Ierland, India, Israël, Italië, Japan, Korea,  Liechtenstein, Luxemburg, Mexico, Nederland, Noorwegen, Oekraïne, Oostenrijk,Panama, Peru, Polen, Portugal, Puerto Rico, Roemenië, Rusland, Saudi-Arabië, Slovenië, Slowakije, Spanje, Suriname, Trinidad, Tsjechië, Verenigde Arabische Emiraten, Verenigd Koninkrijk,  Verenigde Staten, Zuid-Afrika, Zweden, Zwitserland.[7]

## 2014

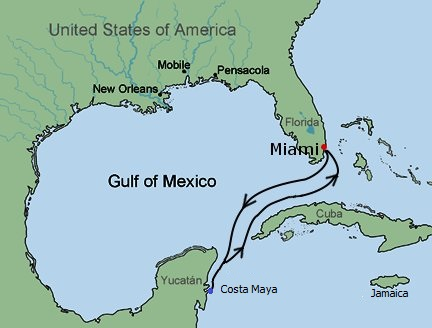
Route van 70000 Tons of Metal 2014

De vierde reis voer van de haven van Miami naar Costa Maya, Mexico op 27 januari en keerde op 31 januari terug. De bestemming van deze cruise was het resultaat van een stemming van passagiers die reeds hun cabine hadden aangeschaft, en via de officiële website van het evenement. Er waren 5 mogelijke bestemmingen waarop gestemd kon worden, waaronder Cozumel, Mexico; Freeport, Bahamas; Cockburn Town; de Turks- en Caicoseilanden; Nassau, Bahamas; en Costa Maya, Mexico. Costa Maya kwam als winnaar uit de bus met 40% van de stemmen, gevolgd door Cockburn Town met 38%. Het festival vond wederom plaats aan boord van de “Majesty of the Seas”, waar 41 internationale bands optraden. Dit was de laatste keer zijn dat 70000TONS OF METAL op dit schip gehouden werd.
- Schip: MS Majesty of the Seas
- Data: 27 januari t/m 31 januari, 2014
- Route: Miami, FL – Costa Maya, Mexico – Miami, FL
- Aantal gasten aan boord: 2051 (uit 61 verschillende landen)
- Muzikanten en festivalpersoneel: 458
- Schipsbemanning: 869
- Totaal aantal passagiers aan boord: 3378
- Bands: Atrocity, Bonfire, Carcass, Cripper, Cynic, Dark Tranquility, Death Angel, Death, D.R.I., Fear Factory, Finntroll, Freedom Call, Gloryhammer, Haggard, Hatesphere, Izegrim, Keep of Kalessin, Leaves' Eyes, Massacre, Nekrogoblikon, Novembers Doom, Obituary, Orphaned Land, Overkill, Poltergeist, Raven, Rising Storm, Satyricon, Septicflesh, Soilwork, Swallow The Sun, Swashbuckle, Symphony X, Terrorizer, Pungent Stench, The Haunted, Twilight Of The Gods, Unearth, Vicious Rumors, Victory, Xandria.[8]
- Vertegenwoordigde landen aan boord: Andorra, Argentinië, Australië, België, Bosnië, Brazilië, Bulgarije, Canada, Chili, Colombia, Costa Rica, Denemarken, Duitsland, Ecuador, Egypte, Estland, Finland, Frankrijk, Griekenland , Honduras, Hong Kong, Hongarije, Ierland, India, Israël, Italië, Japan, Kirgizië, Koeweit, Luxemburg, Mexico, Nederland, Nicaragua, Nieuw-Zeeland, Noord-Macedonië, Noorwegen, Oekraïne, Oostenrijk, Panama, Peru, Polen, Portugal, Puerto Rico, Roemenië, Rusland, Saudi-Arabië, Servië, Slovenië, Slowakije, Spanje, Thailand, Trinidad, Tsjechië, Turkije, Venezuela, Verenigd Koninkrijk, Verenigde Arabische Emiraten, Verenigde Staten, Wit-Rusland, Zuid-Afrika, Zweden, Zwitserland.[8]

## 2015

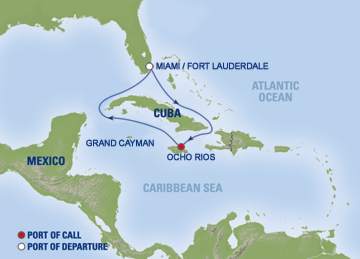
Route van 70000 Tons of Metal 2015

De vierde editie van het festival vond plaats van 22 t/m 26 januari en voer van Ocho Ríos, Jamaica vanuit de haven van Fort Lauderdale, Florida. Het evenement vond plaats op de  “Liberty of the Seas” van de cruisemaatschappij Royal Caribbean. Er waren 3000 tickets beschikbaar, en 60 bands traden tweemaal op op de verschillende podia. In totaal waren er vier podia op aparte plekken van het schip, waaronder het Platinum Theatre, de Sphinx Lounge, Studio B (“Estudio B”) en het openluchtpodum op het zwembaddek de Pool Deck Stage. Meer dan 70 landen waren aan boord vertegenwoordigd, en vormen volgens Andy, de Skipper, Piller de “Verenigde Naties van Metal op zee”.
De vijfde editie van de All Star Jam vond plaats met leden van o.a. 1349, Annihilator, Bohemoth, Blind Guardian, Ensiferum, Grave Digger, Heathen, In Extremo, Michael Schenker, Napalm Death, Primal Fear, Soulfly en Therion.
Ook vonden er een aantal exclusieve albumpremières plaats, zoals “Shadowmaker” van Apocalyptica; “Beyond the Red Mirror” van Blind Guardian, “Noita” van Korpiklaani en “From the Depths” van Venom.
Bovendien werden er door verscheidene artiesten clinics gehouden, met instrumenten zoals gitaren, basgitaren,   drums en de tamboerijn, en tevens was er een metalseminar over Folk- en Paganmetal.
De officiële ambassadrices van 70000TONS OF METAL, de “Pool Girls” waren dit jaar wederom aanwezig, gehuld in outfits die ontworpen waren door Kylla Custom Rock Wear en Wicked Lester Clothing. 
- Schip: MS Liberty of the Seas
- Data: 22 januari t/m 26 januari, 2015
- Route: Ft. Lauderdale, FL – Ocho Ríos, Jamaica – Ft. Lauderdale, FL
- Bands: 1349, Abandon Hope, Adaliah, Alestorm, Amorphis, Annihilator, Anvil, Apocalyptica, Arch Enemy, Artillery, Bohemoth, Blind Guardian, Cannibal Corpse, Claim The Throne, Corrosion of Conformity Blind, Crucified Barbara, D-A-D, Dark Sermon, Destruction, Divided Multitude, Einherjer, Ensiferum, Enthroned, Equilibrium, Exhumer, Gama Bomb, God Dethroned, Grave Digger, Gurd, The Hate Colony, Heathen, Helstar, In Extremo, Jungle Rot, Kataklysm, Korpiklaani, Lake of Tears, Masacre, Melechesh, Michael Schenker's Temple of Rock, Monstrosity, Municipal Waste, Napalm Death, Origin, Pretty Maids, Primal Fear, Refuge, Riot V, Soulfly, Suborned, Tank, Therion, Treshold, Triosphere, Thy Antichrist, Trollfest, Trouble, Venom, Whiplash, Wintersun.
- Vertegenwoordigde landen aan boord: Andorra,  Argentinië,  Australië,  België, Bolivia, Brazilië,  Bulgarije, Canada, Chili, Colombia, Costa Rica, Denemarken, Duitsland, Ecuador, Egypte, El Salvador, Estland, Filipijnen, Finland, Frankrijk, Griekenland , Guatemala, Hong Kong, Hongarije, Ierland, India, Israël, Italië, Japan, Kirgizië, Koeweit, Kroatië, Liechtenstein, Litouwen, Luxemburg,  Mexico, Moldavië, Nederland, Nicaragua, Nieuw-Zeeland, Noord-Macedonië, Noorwegen, Oezbekistan, Oostenrijk, Panama, Peru, Polen, Portugal, Puerto Rico,  Roemenië, Rusland, Saudi-Arabië, Servië, Singapore, Slovenië, Slowakije, Spanje, Sri Lanka,Thailand, Trinidad, Tsjechië, Turkije, Venezuela, Verenigde Arabische Emiraten, Verenigd Koninkrijk, Verenigde Staten, Zuid-Afrika, Zweden, Zwitserland.

## 2016

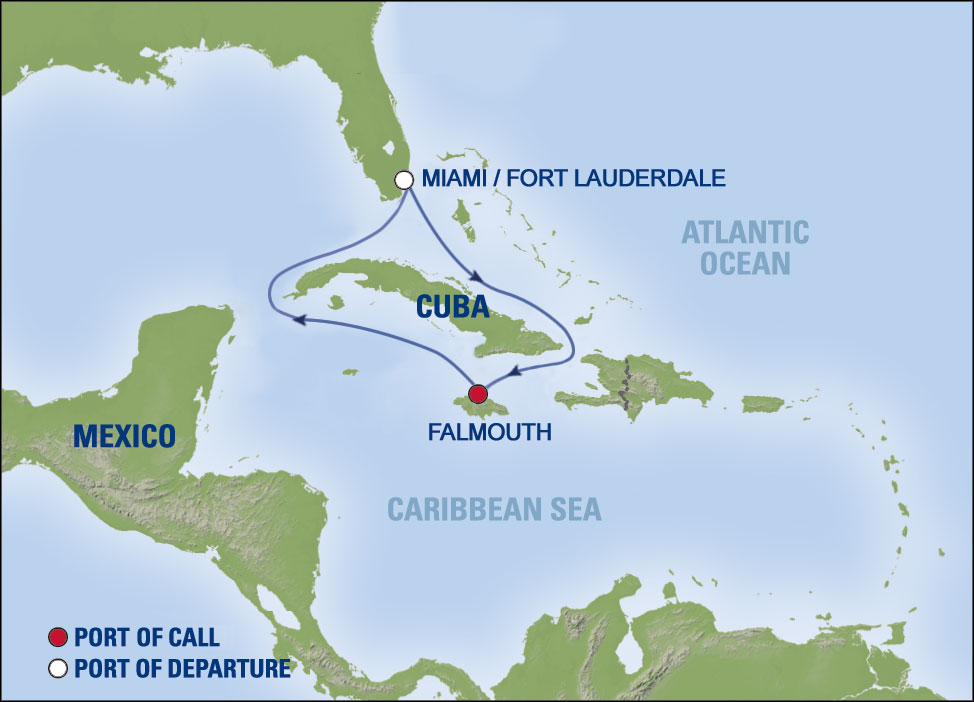
Route van 70000 Tons of Metal 2016

De zesde editie van 70000TONS OF METAL vond plaats van 4 t/m 8 februari 2016, en voer naar Falmouth, Jamaica aan boord van de Royal Caribbean MS Independence of The Seas. Dit evenement telde 60 internationale artiesten die elk twee keer optraden op vier verschillende podia. Het evenement was compleet uitverkocht voor de zesde keer op rij, en de 3000 passagiers vertegenwoordigden 72 verschillende landen.
Naast de 120 concerten van de artiesten, werd de Jamming With Waters in International Waters All-Star Jam wederom gehouden en gepresenteerd door Jeff Waters van Annihilator. Tijdens de All-Star Jam traden artiesten uit de meeste bands op waaronder Delain, Gamma Ray, Lacuna Coil, Firewind, Moonspell, Hammerfall, Iced Earth, en nog veel meer. Ook waren er meerdere special events waaronder een akoestische pub jam van de Zwitserse folk band Eluveitie, een exclusief feest ter ere van de albumpremière van Delain's “Lunar Prelude”, de jaarlijkse Belly Flop-wedstrijd, een live uitzending van de Superbowl en instrumentenclinics door een aantal artiesten. 
- Schip: MS Independence of the Seas
- Data: 4 februari t/m 8 februari, 2016
- Route: Ft. Lauderdale, FL – Falmouth, Jamaica – Ft. Lauderdale, FL
- Bands: Abinchova, Ancient Rites, Arkona, At The Gates, Aura Noir, Belphegor, Bloodbath, Carach Angren, Children of Bodom, Cradle of Filth, Dead Cross, Delain, Día de los Muertos, Diamond Head, Distillator, DragonForce, Eluveitie, Epica, Fallujah, Firewind, Fleshgod Apocalypse, Gamma Ray, Ghoul, HammerFall, Holy Moses, Iced Earth, Incantation, Insomnium, Jag Panzer, Katatonia, Koyi K Utho, Krisiun, Lacuna Coil, Manilla Road, Moonspell, My Dying Bride, Nervosa, November's Doom, Painful, Paradise Lost, Raven, Rhapsody of Fire, Rotting Christ, Samael, Skálmöld, Sodom, Squealer,  Starkill, Stratovarius, Subway to Sally, Susperia, Thyrfing, Tsjuder, Turisas, Twilight Force, Týr, Vader, Vallenfyre, Visions of Atlantis
- Vertegenwoordigde landen aan boord: Andorra, Argentinië, Australië, België, Bolivia, Brazilië, Bulgarije, Canada, Chili, Colombia, Costa Rica, Cuba, Denemarken, Duitsland, Ecuador, Egypte, El Salvador, Estland, Faeröer, Finland, Frankrijk, Griekenland , Guatemala, Honduras, Hong Kong, Hongarije, Ierland, IJsland, India, Iran, Israël, Italië, Japan, Jordanië, Kirgizië, Kroatië, Luxemburg, Malta, Mexico, Moldavië, Nederland, Nicaragua, Nieuw-Caledonië, Nieuw-Zeeland, Noorwegen, Oekraïne, Oostenrijk, Palestina, Panama, Peru, Polen, Portugal, Puerto Rico, Qatar, Roemenië, Rusland, Servië, Slovenië, Slowakije, Spanje, Sri Lanka, Trinidad, Tsjechië, Tunesië, Turkije, Venezuela, Verenigde Arabische Emiraten, Verenigd Koninkrijk, Verenigde Staten, Wit-Rusland, Zuid-Afrika, Zweden, Zwitserland.[10]

## 2017

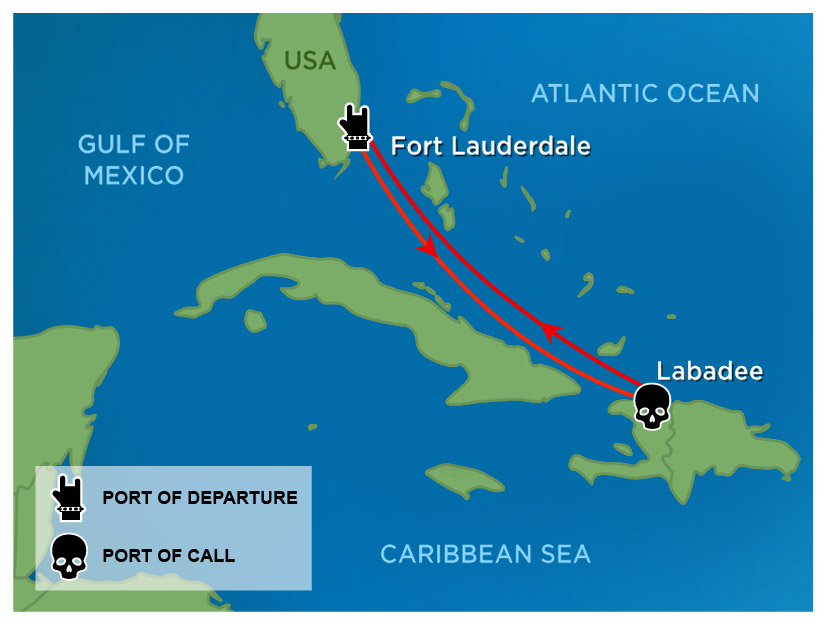
Route van 70000 Tons of Metal 2017

De zevende editie van 70000TONS OF METAL vond plaats van 2 t/m 6 februari 2017, en vertrok vanuit Fort Lauderdale, Florida naar Labadee, Haïti en keerde vervolgens terug naar Miami. Het evenement vond plaats aan boord van de Royal Caribbean MS Independence of The Seas.
Deze editie telde 61 internationale artiesten en een totaal van 123 live concerten aan boord. Het evenement was voor de zevende achteropeenvolgende keer uitverkocht, waarbij 3000 passagiers 74 verschillende landen vertegenwoordigden.
Naast de 123 concerten van de artiest, werd Jamming With Waters in International Waters opnieuw gehouden met Jeff Waters van Annihilator als presentator. Er traden artiesten op uit vele bands waaronder Amaranthe, Amorphis, Annihilator, Anthrax, Death Angel, Draconian, Dying Fetus, Ghost Ship Octavius, Grave Digger, Overkill, Scar Symmetry, Serenity, Stuck Mojo, Testament, Therion, TOUCH THE SUN, en Xandria. 
Verder vonden er wederom special events plaats waaronder exclusieve feesten, clinics door artiesten, de jaarlijkse belly flop-wedstrijd, karaoke, en een live uitzending van de Super Bowl. 
De Pool Girls, de internationale ambassadrices van 70000TONS OF METAL waren ook weer aanwezig, en droegen Kylla Custom Rock Wear. 
- Schip: MS Independence of the Seas
- Data: 2 februari t/m 6 februari, 2017
- Route: Ft. Lauderdale, FL – Labadee, Haïti – Ft. Lauderdale, FL
- Bands: Allegaeon, Amaranthe, Amorphis, Angra, Annihilator, Anthrax, Arch Enemy, Avatarium, Axxis, Cattle Decapitation, Cruachan, Cryptex, Cryptopsy, Dalriada, Death Angel, Demolition Hammer, Devil Driver, Draconian, Dying Fetus, Edenbridge, Equilibrium, Ghost Ship Octavius, Grave, Grave Digger, Haggard, Kalmah, Kamelot, Månegarm, Marduk, Misery Loves Co., Moonsorrow, Mors Principium Est, Nightmare, Omnium Gatherum, Orphaned Land, Overkill, Pain, Powerglove, Psycroptic, Revenge, Revocation, Saltatio Mortis, Scar Symmetry, Serenity, Stam1na, Striker, Stuck Mojo, Suffocation, Testament, Therion, Total Death, Trauma, Trollfest, Touch the Sun, Uli Jon Roth, Unleashed, Vreid, Witchtrap, Xandria[11]
- Vertegenwoordigde landen aan boord: Andorra, Argentinië, Australië, België, Bolivia, Brazilië, Bulgarije, Canada, Chili, China, Colombia, Costa Rica, Cuba, Denemarken, Dominicaanse Republiek, Duitsland, Ecuador, Egypte, El Salvador, Estland, Filipijnen, Finland, Frankrijk, Griekenland , Guatemala, Honduras, Hong Kong, Hongarije, Ierland, India, Iran, Israël, Italië, Japan, Kroatië, Libanon, Litouwen, Luxemburg, Malta, Mexico, Moldavië, Nederland, Nicaragua, Nieuw-Caledonië, Nieuw-Zeeland, Noorwegen, Oekraïne, Oostenrijk, Panama, Peru, Polen, Portugal, Puerto Rico, Qatar, Roemenië, Rusland, Saoedi-Arabië, Singapore, Slovenië, Slowakije, Spanje, Sri Lanka, Trinidad, Tsjechië, Tunesië, Turkije, Venezuela, Verenigde Arabische Emiraten, Verenigd Koninkrijk, Verenigde Staten, Wit-Rusland, Zuid-Afrika, Zweden, Zwitserland

## 2018

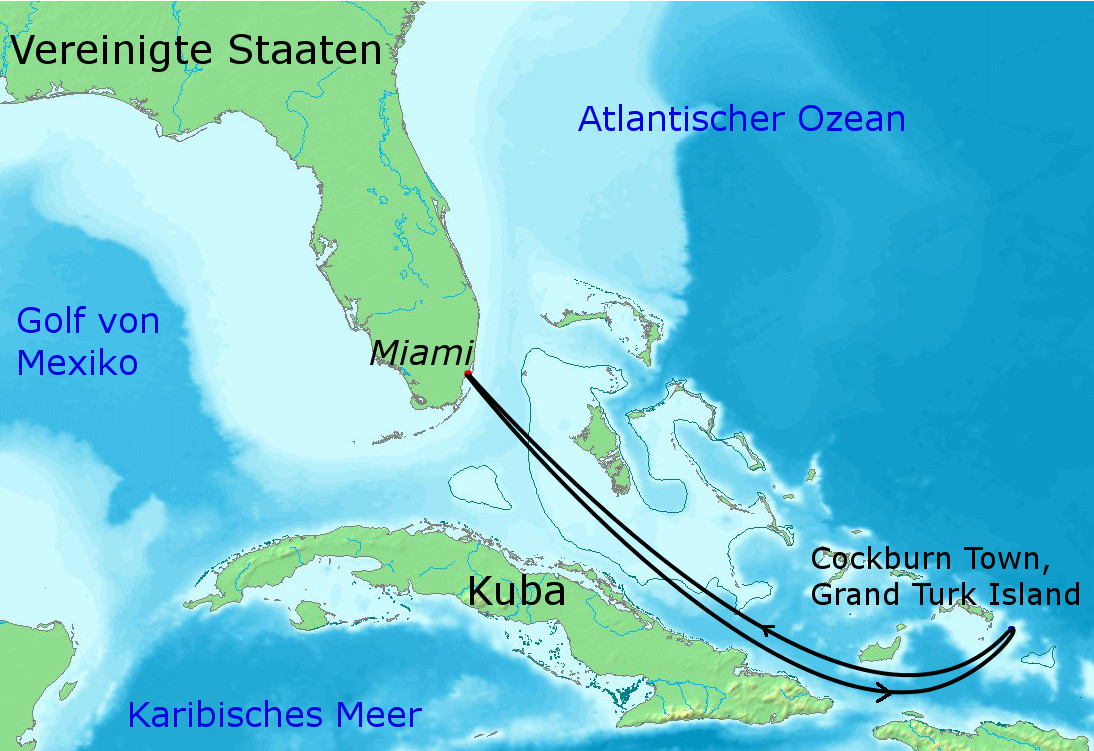
Route van 70000 Tons of Metal in 2018

De achtste editie van 70000TONS OF METAL vertrok vanuit Port Everglade, Floria naar Cockburn Town, Turks- en Caicoseilanden en terug van 1 t/m 5 februari 2018. Het evenement vond plaats aan boord van de Royal Caribbean MS Independence of The Seas.
- Schip: MS Independence of the Seas
- Data: 1 februari t/m 5 februari, 2018
- Route: Fort Lauderdale, Florida - Cockburn Town, Turks- en Caicoseilanden - Fort Lauderdale, Florida
- Bands: Aborted, Aeternam, Alestorm, Amberian Dawn, Battle Beast, Belphegor, Benediction, Benighted, Beyond Creation, Cannibal Corpse, Dark Tranquillity, Destruction, Diablo Blvd, Die Apokalyptischen Reiter, Enslaved, Evergrey, Evertale, Exeter, Exhumed, Exodus, Freedom Call, Goatwhore,  Gyze, In Extremo, In Mourning, Insomnium, Internal Bleeding, Kataklysm, Korpiklaani, Kreator, Leaves' Eyes, Majestic Downfall, Masterplan, Meshuggah, Metal Church, Metsatöll, Naglfar, Necrophobic, Obscura, October Tide, Primal Fear, Psychostick, Rhapsody of Fire, Sabaton, Samael, Septic Flesh, Sepultura, Seven Kingdoms, Seven Spires, Sinister, Sirenia, Sonata Arctica, Swallow The Sun, Threshold, Triosphere, Voivod, Witchery, Witherfall, Wolfchant, Wolfheart
- Vertegenwoordigde landen aan boord: Andorra,  Argentinië, Australië, België, Bolivia, Brazilië, Bulgarije, Canada, Chili, China, Colombia, Costa Rica,  Cuba, Denemarken, Dominicaanse Republiek,Duitsland, Ecuador, Egypte, El Salvador, Estland, Finland, Frankrijk, Griekenland, Guatemala, Honduras, Hong Kong, Hongarije, Ierland, India, Iran, Israël, Italië, Japan, Kroatië, Libanon, Litouwen, Luxemburg, Malta, Mexico, Nederland, Nicaragua, Nieuw-Caledonië, Nieuw-Zeeland, Noorwegen, Oekraïne, Oostenrijk, Pakistan, Palau, Panama, Peru, Polen, Portugal, Puerto Rico, Roemenië, Rusland, Singapore, Saoedi-Arabië, Slovenië, Slowakije, Spanje, Sri Lanka, Syrië,  Trinidad, Tsjechië, Turkije, Uruguay, Venezuela, Vietnam, Verenigd Koninkrijk, Verenigde Arabische Emiraten, Verenigde Staten, Wit-Rusland, Zuid-Afrika, Zweden, Zwitserland

## 2019

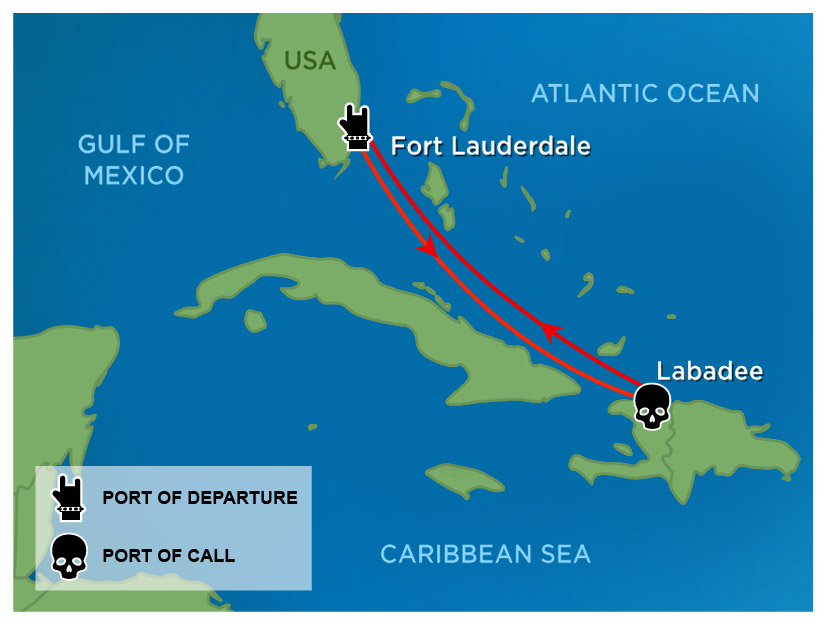
Route van 70000 Tons of Metal 2019

De negende editie van 70000 Tons of Metal vertrok uit Port Everglades in Fort Lauderdale FL naar Labadee, Haïti en keerde terug naar Fort Lauderdale. Het evenement vond plaats van 31 januari t/m 4 februari aan boord van de Royal Caribbean MS Independence of The Seas.
- Schip: MS Independence of the Seas
- Data: 31 januari t/m 4 februari, 2019
- Route: Fort Lauderdale, FL - Labadee, Haïti - Fort Lauderdale, FL
- Bands: Accept, Arkona, Atrocity, Bloodbath, Blood Red Throne, Bodyfarm, Carnation, Chontaraz, Convulse, Coroner, Cyhra, Dark Funeral, Delain, Dragony, Eluveitie, Ensiferum, Exmortus, Fleshgod Apocalypse, Gloryhammer, God Dethroned, Steve Grimmett's Grim Reaper, Heidevolk, In Vain, Internal Suffering, Kalmah, Kamelot, Krisiun, Masacre, MaYaN, Mors Principium Est, Napalm Death, Ne Obliviscaris, Nekrogoblikon, Night Demon, Nile, Obituary, Onslaught, Paradise Lost, Perpetual Warfare, Persefone, Pestilence, Rage (feat. Lingua Mortis Orchestra), Raven, Riot V, Sodom, Soulfly, Subway to Sally, Svartsot, Temperance, The Black Dahlia Murder, Tiamat, Tristania, Twilight Force, Tyr, Unleash the Archers, Van Canto, Vicious Rumors, Visions of Atlantis, Vomitory, Warbringer
- Vertegenwoordigde landen aan boord: Andorra, Argentinië, Australië, België, Bolivia, Brazilië, Bulgarije, Canada, Chili, China, Colombia, Costa Rica,  Cuba, Denemarken, Dominicaanse Republiek,  Duitsland, Ecuador, Egypte, El Salvador, Estland, Faeröer, Finland, Frankrijk, Griekenland, Guatemala, Honduras, Hong Kong, Hongarije, Ierland, IJsland, India, Iran, Israël, Italië, Japan Kroatië, Libanon, Litouwen, Luxemburg, Mexico, Namibië, Nederland,Nicaragua, Nieuw-Zeeland, Noorwegen, Oekraïne, Oezbekistan, Oostenrijk, Palau, Panama, Peru, Polen, Portugal, Puerto Rico, Roemenië, Rusland, Saoedi-Arabië, Singapore, Slowakije, Spanje, Sri Lanka, Syrië, Trinidad, Tsjechië, Turkije, Uruguay, Venezuela, Verenigd Koninkrijk, Verenigde Staten, Zuid-Afrika, Zweden, Zwitserland

## 2020

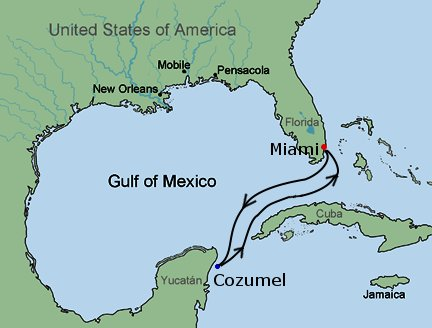
Route van 70000 Tons of Metal 2020

De 10e ronde van 70000 Tons of Metal vertrok uit Port Everglades in Fort Lauderdale richting Cozumel, Mexico en keerde terug naar Fort Lauderdale. Het evenement vond plaats van 7 t/m 11 januari 2020. 
- Schip: MS Independence of the Seas
- Data: 7 januari t/m 11 februari, 2020
- Route: Ft. Lauderdale, FL – Cozumel, Mexico – Ft. Lauderdale, FL
- Bands: Aborted, Aeternam, Aether Realm, Archon Angel (eerste optredens), Atheist, At the Gates, Axxis, Bloodbound, Brujeria, Candlemass, Carach Angren, Cattle Decapitation, Cruachan, Dark Matter, Devin Townsend, EDenbridge, Einherjer, Emperor, Epica, Ereb Altor, Exodus, Finntroll, Firstbourne, Flotsam and Jetsam, Ghost Ship Octavius, Grave Digger, Haggard, Havok, Ihsahn, Incantation, Kampfar, Kissin’ Dynamite, Leaves Eyes, Michael Schenker Fest, Moonsorrow, No Raza, November's Doom, Omnium Gatherum, Once Human, Origin, Orphaned Land, Possessed, Ross the Boss, Seven Witches, Soen, Sortilege, Spoil Engine, Stam1na, Striker, Suffocation, The Agonist, The Faceless, Toxik, Trollfest, Venom, Vio-Lence, Whiplash, Wilderun, Wintersun, Without Waves, Zero Theorem
- Vertegenwoordigde landen aan boord: Andorra, Argentinië, Australië, België, Bermuda,  Bolivia, Brazilië, Bulgarije, Canada, Chili, China, Colombia, Costa Rica, Cuba, Denemarken,  Dominicaanse Republiek, Duitsland, El Salvador, Estland, Finland, Frankrijk, Griekenland, Guatemala, Honduras, Hong Kong, Hongarije, Ierland, Iran, Israël, Italië, Japan, Litouwen, Luxemburg, Malta, Mexico, Nederland, Nicaragua, Nieuw-Zeeland, Noorwegen, Oostenrijk, Palau, Panama, Peru, Polen, Portugal, Puerto Rico, Roemenië, Rusland, Saoedi-Arabië, Singapore, Slovenië, Slowakije, Spanje, Sri Lanka, Taiwan, Thailand, Tsjechië, Trinidad, Turkije, Uruguay, Venezuela, Verenigd Koninkrijk, Verenigde Staten, Wit-Rusland Zuid-Afrika, Zweden, Zwitserland

## 2021

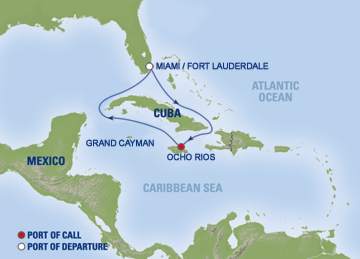
Route van 70000 Tons of Metal 2021

70000 Tons of Metal stond gepland voor 7 t/m 11 januari 2021, vertrekkend uit Fort Lauderdale (Florida) richting Ocho Ríos, maar heeft niet plaatsgevonden wegens Covid-19. 

## 2023
De elfde ronde van 70000TONS OF METAL vond plaats van 30 januari t/m 3 februari 2023, vertrekkend uit Miami naar Bimini, Bahama's en weer terug.
- Schip: Freedom of the Seas
- Data: 30 januari t/m 3 februari, 2023
- Route: Miami, FL – Bimini, Bahama's – Miami, FL
- Bands:  Abysmal Dawn, Amberian Dawn, Amorphis, Atrocity, Batushka, Belphegor, Bodyfarm, Cancer, Cryptosis Cynic, Dark Tranquillity, Dear Mother, Deathless, Destruction, Dragonforce, Edge of Paradise, Eleine, Elvenking, Empress, Eshtadur, Evergrey, Fallujah, Feuerschwanz, Fractal Universe, Freedom Call, God Dethroned, Hei'An, Hideous Divinity, Hypocrisy Insomnium, Internal Bleeding, Iron Savior, Isole, Jungle Rot, Kamelot, Keep of Kalessin, Korpiklaani, Kreator, Manegarm, Melechesh, Nightmare, Nightwish, Nothgard, Novembre, Nuclear, Obscura, Oceans of Slumber, Osyron, Rotting Christ, Sight of Emptines, Sirenia, Skiltron, The Crown, Uli Jon Roth, Vektor, Vicious Rumors, Visions of Atlantis, Vreid, Warbringer, Wolfchant, Wormed[12]
- Vertegenwoordigde landen aan boord: Argentinië, Australië, België, Bermuda, Bolivia, Brazilië, Bulgarije, Canada, Chili, China, Colombia, Costa Rica, Cuba, Cyprus, Denemarken, Duitsland, Ecuador, Egypte, El Salvador, Estland, Finland, Frankrijk, Griekenland, Guatemala,  Hongarije, Hongkong, Ierland, India, Indonesië, Israël, Italië, Japan, Litouwen, Luxemburg, Malta, Mexico, Nederland, Nicaragua, Nieuw-Zeeland, Noorwegen, Oekraïne, Oostenrijk, Pakistan, Palau, Peru, Polen, Portugal, Puerto Rico, Roemenië, Rusland,  Saoedi-Arabië, Singapore, Slovenië, Slowakije, Spanje, Sri Lanka, Taiwan, Trinidad en Tobago, Tsjechische Republiek, Turkije,  Uruguay, Venezuela, Verenigd Koninkrijk, Verenigde Arabische Emiraten, Verenigde Staten, Vietnam, Wit-Rusland, Zuid-Afrika, Zuid-Korea, Zweden, Zwitserland

## 2024
De twaalfde ronde van 70000TONS OF METAL zal plaatsvinden van 29 januari t/m 2 februari 2024, vertrekkend uit Miami naar Puerto Plata, Dominicaanse Republiek en weer terug, op de Freedom of the Seas.
- Schip: Freedom of the Seas
- Data: 29 januari t/m 2 februari, 2024
- Route: Miami, FL – Puerto Plata, Dominicaanse Republiek – Miami, FL
- Bands: Aborted, Angra, Blind Guardian, Blood Red Throne, Crypta, Dalriada, Depressive Age, Draconian, Dynazty, Epica, Equilibrium, Fleshgod Apocalypse, Grave Digger, Heidevolk, Infected Rain, Iotunn, Kataklysm, Legion of the Damned, Lord of the Lost, Marduk, My Dying Bride, Mystic Prophecy, Nanowar of Steel, Nervosa, Nile, Omnium Gatherum, Saor, Scar Symmetry, Serenity, Sodom, The Halo Effect, Thyrfing, Tygers of Pan Tang, Unleashed, Victory, Warkings, Wind Rose

## 2025
De dertiende editie van 70000TONS OF METAL zal plaatsvinden van 30 januari t/m 3 februari 2025, vertrekkend uit Miami naar Ocho Rios, Jamaica en weer terug, op de Independence of the Seas.
- Schip: Independence of the Seas
- Data: 30 januari t/m 3 februari, 2025
- Route: Miami, FL – Ocho Rios, Jamaica – Miami, FL